# Archelao I di Macedonia
Archelao I (in greco antico: Άρχέλαος Α΄?, Archélaos ho prôtos; ... – 399 a.C. circa) è stato re di Macedonia dal 413 al 399 a.C., succeduto al padre Perdicca II.

## Biografia
Nato dalla relazione tra Perdicca e una schiava, ottenne il trono uccidendo lo zio, il cugino e il fratellastro, l'erede legittimo, ma si dimostrò un re capace e remunerativo, noto per gli immensi cambiamenti che effettuò nell'amministrazione dello stato e dell'esercito e nel commercio.
Al tempo in cui Archelao salì al trono, Atene subì la sconfitta nella battaglia di Siracusa (tardo 413 a.C.), che per via della distruzione di quasi tutte le navi degli Ateniesi li costrinse a chiedere alla Macedonia un'enorme quantità di legno che serviva loro per ricostruire la loro flotta. Archelao fornì generosamente agli Ateniesi il legno di cui avevano bisogno; in cambio, la polis attica onorò Archelao e i suoi figli conferendo loro i titoli di prosseni ed evergeti del popolo Ateniese.
Archelao fece molte riforme in politica interna: costruì fortezze, accorciò strade diritte (importanti per lo spostamento degli eserciti), e migliorò l'organizzazione dell'esercito, in particolare la cavalleria e lo schieramento oplita.
Archelao fu anche un grande mecenate: nel suo nuovo palazzo a Pella ospitò poeti e tragediografi, come Euripide (che scrisse le sue tragedie Archelao e Baccanti in Macedonia), Melanippide e Agatone, musicisti del calibro di Timoteo e pittori, incluso Zeusi (il più celebre del suo tempo). Archelao riorganizzò gli Olympia, una festività religiosa con competizioni musicali e atletiche in onore di Zeus Olimpico e delle Muse a Dion, l'Olimpia di Macedonia. I più grandi atleti e artisti di Grecia vennero in Macedonia per disputare questa competizione. Inoltre Archelao prese parte e vinse nella corsa dei carri (téthrippon) sia ai Giochi Olimpici sia a quelli pitici.
Secondo Eliano, Archelao venne ucciso nel 399 a.C. durante una battuta di caccia da uno dei suoi paggi.